# LATAM 브라질
LATAM 브라질(영어: LATAM Brasil, 포르투갈어: LATAM Brasil)은 브라질의 상파울루에 거점을 둔 항공사로, 브라질의 최대 항공사로 남아메리카의 대형 항공사들 중 하나이며, 남아메리카, 북아메리카, 유럽을 오가는 항공편을 운영하고 있다. 허브 공항으로 브라질리아 국제공항, 리우데자네이루 갈레앙 국제공항, 상파울루 구아룰류스 국제공항이 있다.

## 역사
1961년 마릴리아 에어택시(포르투갈어: Táxi Aéreo Marília)로 설립해 같은 해 2월 21일에 취항을 시작했다. 1964년 회사의 지분을 농업 비즈니스 사업가가 절반 인수했다. 1966년 본사를 상파울루로 이전했다. 1981년 연간 여객 100만명을 달성하고 이듬해 1982년에 여객 수 200만명을 달성했다. 1986년 8월 재정의 압력으로 인해 브라질 증권 거래소에 상장했다. 1989년 포커 100을 도입했다. 1994년 계열사인 페루에 ARPA 항공을 설립했다. 1997년에 최초로 국제선이 취항되어 미국 노선에 처음 취항했다. 1999년 유럽을 오가는 국제선 노선도 신설됐다. 2008년에 TAM 항공(영어: TAM Airlines)이란 사명으로 변경했다. 같은 해 항공 동맹인 스타 얼라이언스에 가입을 발표해 2010년 5월에 가입했다. 2010년 8월 칠레 항공사인 란 항공과 합병하여 라탐 그룹을 신설하기로 합의했다. 두 회사의 합병은 시너지 효과와 중남미 항공 업계에 새로운 경쟁구도가 형성될 것으로 전망하고 있다. 2012년 6월에 란 항공과 합병을 마무리 하면서 중앙아메리카, 남아메리카의 최대 항공사 세계 10위권 항공사로 부상될 것으로 전망하고 있다. 란 항공과 합병한 계기로 2014년에 항공 동맹인 스타 얼라이언스에서 탈퇴하고 원월드에 가입했다. 2015년 8월에 통합 브랜드를 발표한데 이어 2016년 5월에 현재의 사명으로 변경했다. 향후 2018년까지 모든 기종에 통합 브랜드 도장을 적용할 예정이다.

## 운항 노선
- 2012년 7월 기준으로 LATAM 브라질은 다음과 같은 노선을 운항하고 있다.

### 코드쉐어 협정
- LATAM 브라질은 다음과 같은 항공사와 코드쉐어를 하고 있으며 * 표시는 원월드 회원에 해당된다.

| - LATAM 칠레 - LATAM 파라과이 (자회사) - 남아프리카 항공 (스타 얼라이언스) - 대한항공 (스카이팀) - 루프트한자 (스타 얼라이언스) - 스위스 국제항공 (스타 얼라이언스) - 에어 프랑스 (스카이팀) - 영국항공 (원월드) - 웨스트제트 - 이베리아 항공 (원월드) | - 인터제트 - 일본항공 (원월드) - 중국국제항공 (스타 얼라이언스) - 카타르 항공 (원월드) - 캐세이퍼시픽 항공 (원월드) |  |

## 보유 기종
- 2023년 12월 기준으로 LATAM 브라질은 다음과 같은 기종을 보유하고 있으며 평균 기령은 7년이다.[7][8][9][10]

## 자회사

### LATAM 파라과이
- LATAM 파라과이(영어: LATAM Paraguay)는 파라과이의 아순시온에 거점을 둔 항공사로 1994년 파라과이에 ARPA 항공을 설립하고 소형 기종을 도입해 운항하고 있었다. 1996년 9월 당시 경영 부진에 빠져 있던 라부사 에어 파라과이를 인수 후 합병되어 남아메리카 각국에 취항하는 TAM 메루크스 항공으로 재편했다. TAM 메루크스 회사의 지분 비율은 TAM 항공 94.98%, 파라과이 정부 5.02%를 보유하고 있으며 2008년에 현재의 사명으로 변경했다. 현재 이 회사는 에어버스에서 제작한 에어버스 A320-200을 보유하고 있다.

### PLA 항공
- PLA 항공(포르투갈어: Pantanal Linhas Aéreas)은 브라질의 항공사로 총 11개 노선을 취항하고 있다. 본사는 브라질 상파울루 위치해 있으며 1993년에 설립 했으며 2009년 12월에 브라질의 최대 항공사인 TAM 항공에 인수되었다가 2013년에 운항이 중단되었다.

## 사건 및 사고
LATAM 브라질은 설립 이래 수 차례의 사고를 경험하였다. 2007년에 일어난 TAM 항공 3054편은 브라질의 항공 사고 역사상 대참사를 입은 바 있다. 그 뒤에도 여러 준사고들 때문에 LATAM 브라질은 브라질 항공 당국으로부터 안전성을 의심 받아왔다. 특히 2010년 독일 항공 사고 조사국인 JACDEC가 항공 안전 순위에서 2년 연속 가장 위험한 항공사로 선정되는 등 불명예를 안았다.
- 1979년 2월 8일, 상파울루에서 EMB-110 밴드레이트 항공기가 추락해 승객과 승무원을 포함해 18명 전원이 사망했다.
- 1984년 7월 4일, EMB-110 밴드레이트 항공기가 리우데자네이루에 추락해 승객과 승무원을 포함해 17명 전원이 사망했다.
- 1990년 2월 12일, 포커 27 기종이 상파울루 구아룰류스 국제공항에 착륙 시도 도중 공항 밖의 민가와 자동차를 덮쳐 자동차 안에 있던 2명이 사망했다.
- 1996년 10월 31일, 포커 100이 상파울루 콩고냐스 공항을 이륙을 하고 조금 후에 엔진 고장으로 조종이 불가능해 지면서 항공기는 빌딩이나 주택에 충돌 추락했다. 이 사고로 승객과 승무원을 포함해 96명 전원이 사망했다. 또한 추락 여파로 길에 있건 시민 3명이 목숨을 잃었다.
- 1997년 7월 9일, 비토리아발 상파울루로 향하고 있던 포커 100 기종이 상파울루주 상공 2,400 미터 부근을 지나던 도중 시속 500km 전후로 항해 중 기체 후부에 장착된 폭탄이 기폭 폭발에 의해 생긴 구멍으로 인해 승객 4명이 기체 외부에 추락해 사망했다. 폭발에 의해 기체 우측에 생긴 구멍은 높이 1.5 미터, 폭 2.5 미터에 달했지만 목적지인 상파울루 콩고냐스 공항에 착륙했다.
- 2001년 9월 18일, 포커 100 엔진이 고장 나면서 기내에 뛰어든 승객 1명이 사망했다.
- 2002년 8월 31일, 연료 부족으로 포커 100 상파울루 근교의 농장에 불시착했다. 사망자와 부상자는 나오지 않았지만 착륙 당시 농장에 있던 소 한 마리가 목숨을 잃었다. 다행히 포커 100 기종을 비라코푸스 캄피나스 국제공항에 무사히 착륙 했으나 TAM 항공 측은 포커 100 기종을 3년 이내에 완전히 퇴역을 시킬 계획을 세우는 등 중대한 발표를 냈지만 실째로 포커 100 기종이 퇴역한 시기는 3년 늦은 2008년에 완전히 퇴역했다.
- 2006년 8월 8일, 포커 100 기종이 상파울루 콩고냐스 공항을 이륙한 직후에 문이 떨어져 나가면서 상파울루 시내에 위치한 슈퍼마켓 근처에 낙하했다. 비행기는 곧바로 상파울루 콩고냐스 공항에 회항했다. 낙하 문이 슈퍼마켓을 파괴 했으나 다행히 희생자는 나오지 않았다.
- 2007년 7월 17일, 포르투알레그레를 출발해 상파울루 콩고냐스 공항을 가던 TAM 항공 3054편의 에어버스 A320-200 기종이 착륙에 실패 하면서 공항 인근에 위치한 TAM 익스프레스의 건물과 충돌했다. 이 사고로 승객과 승무원을 포함해 199명 전원이 사망했다. 또한 충돌 여파로 건물에 있던 직원 13명이 부상을 입었다.[16]
- 2010년 2월 12일, 174명의 승객을 태운 항공기가 상파울루 콩고냐스 공항을 출발하는 도중 새와 충돌해 상파울루 콩고냐스 공항으로 회항했다.[17]

## 사진

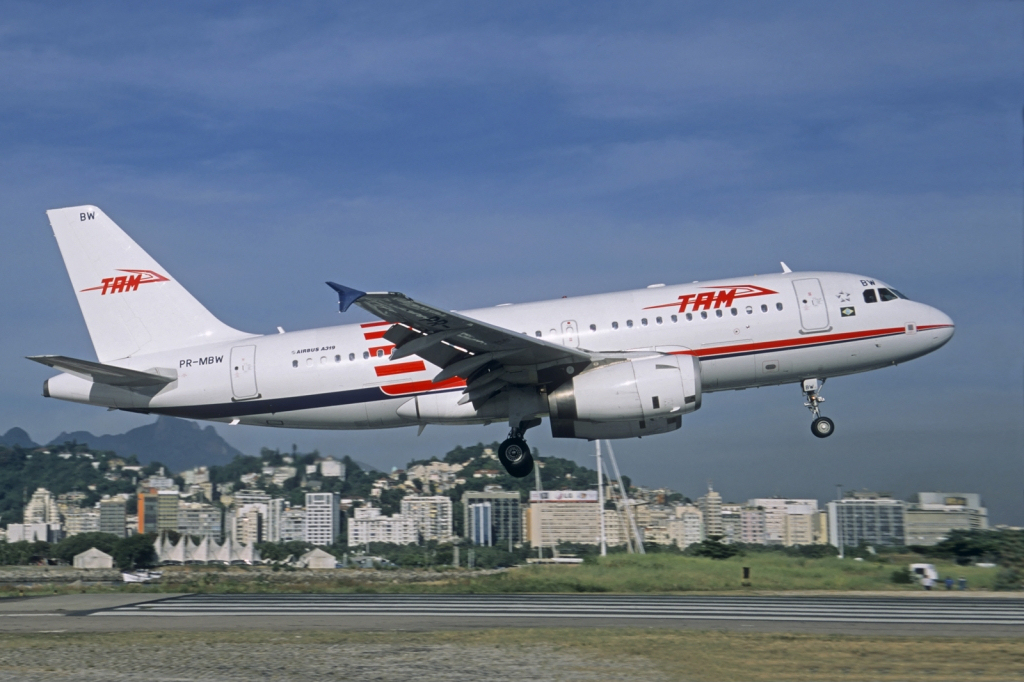
LATAM 브라질의 에어버스 A319-100
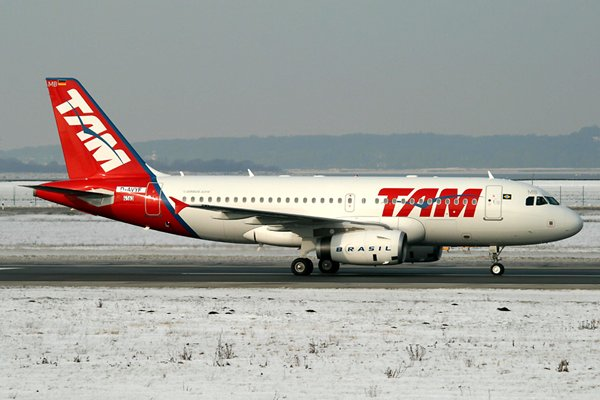
LATAM 브라질의 에어버스 A319-100
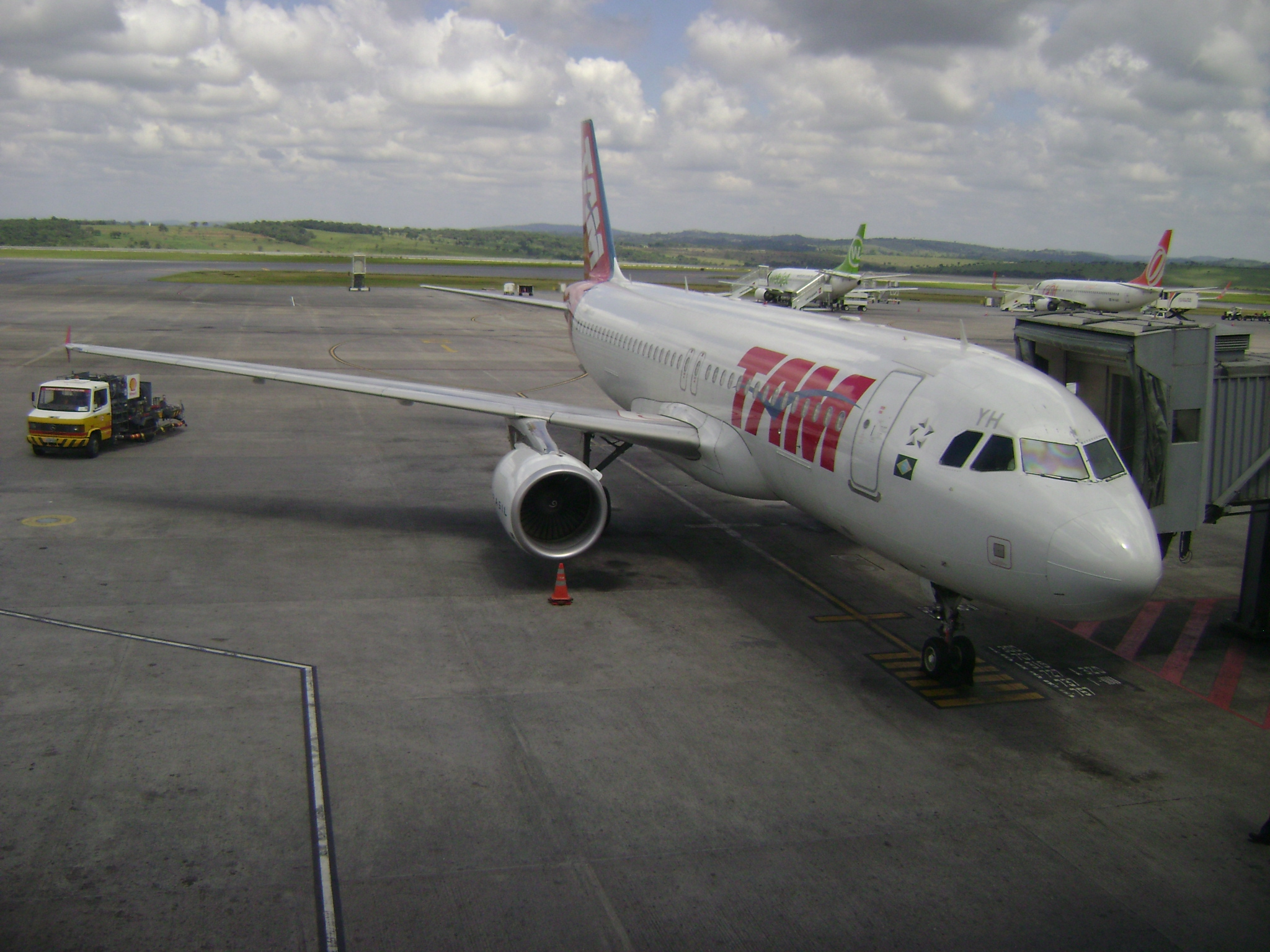
LATAM 브라질의 에어버스 A320-200
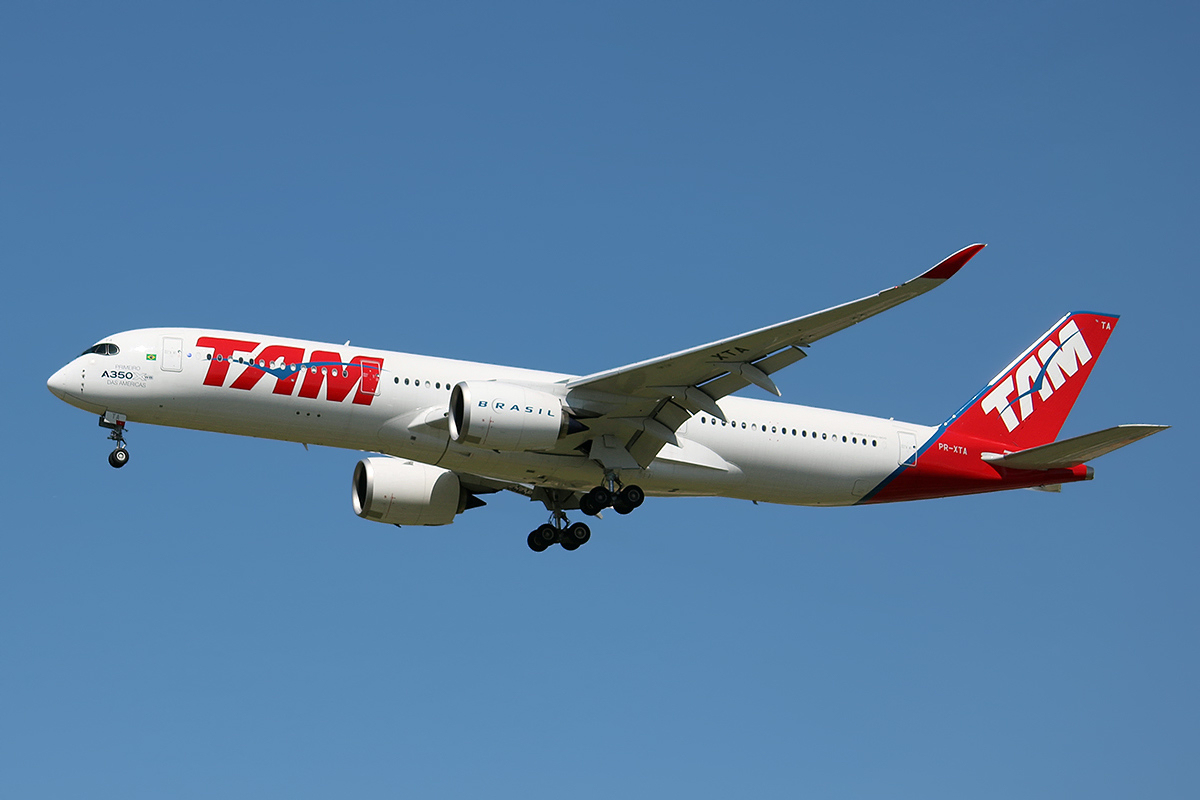
LATAM 브라질의 에어버스 A350-900
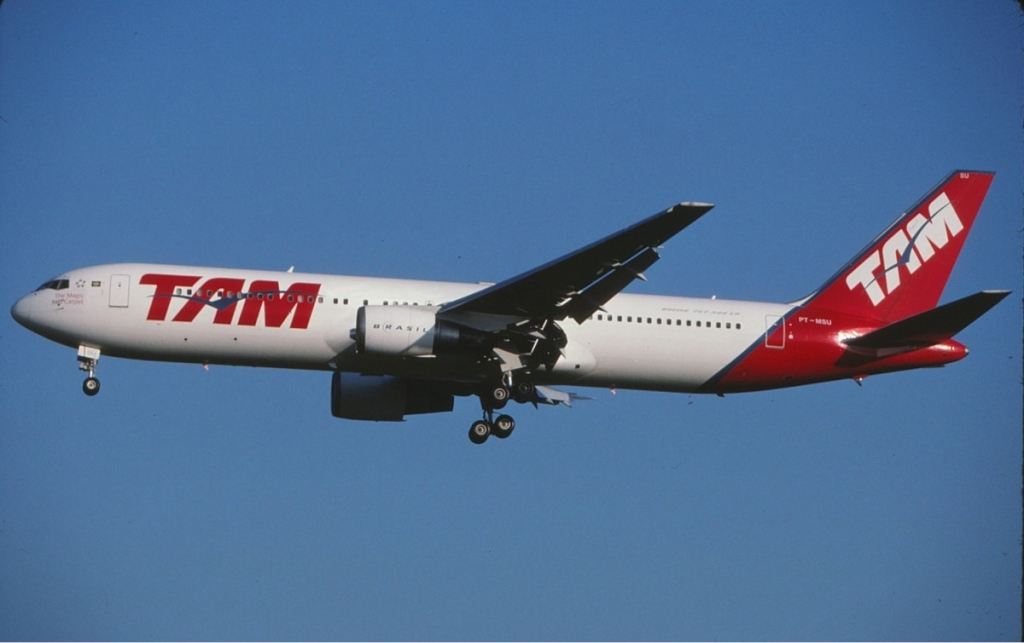
LATAM 브라질의 보잉 767-300ER
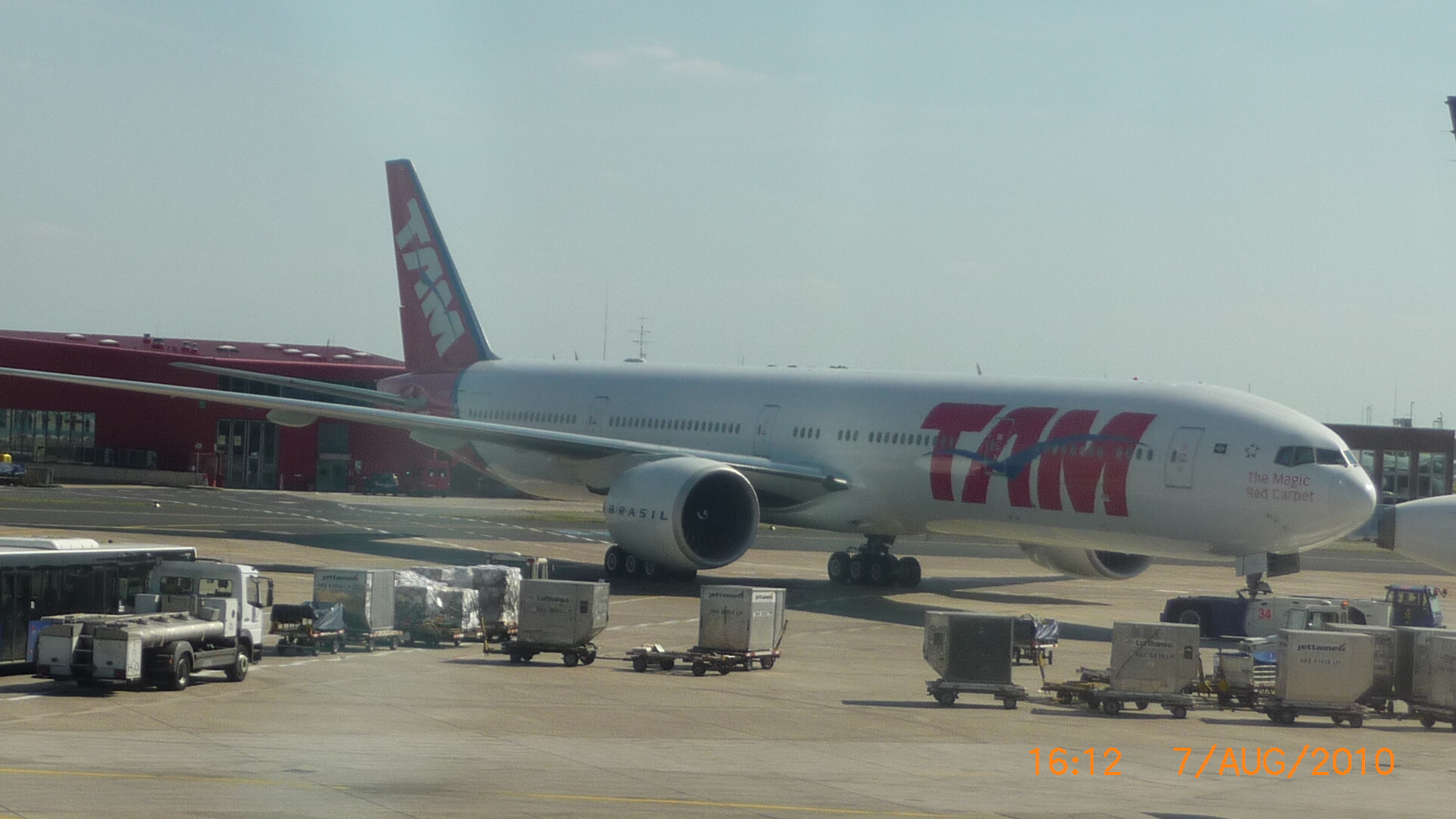
LATAM 브라질의 보잉 777-300ER
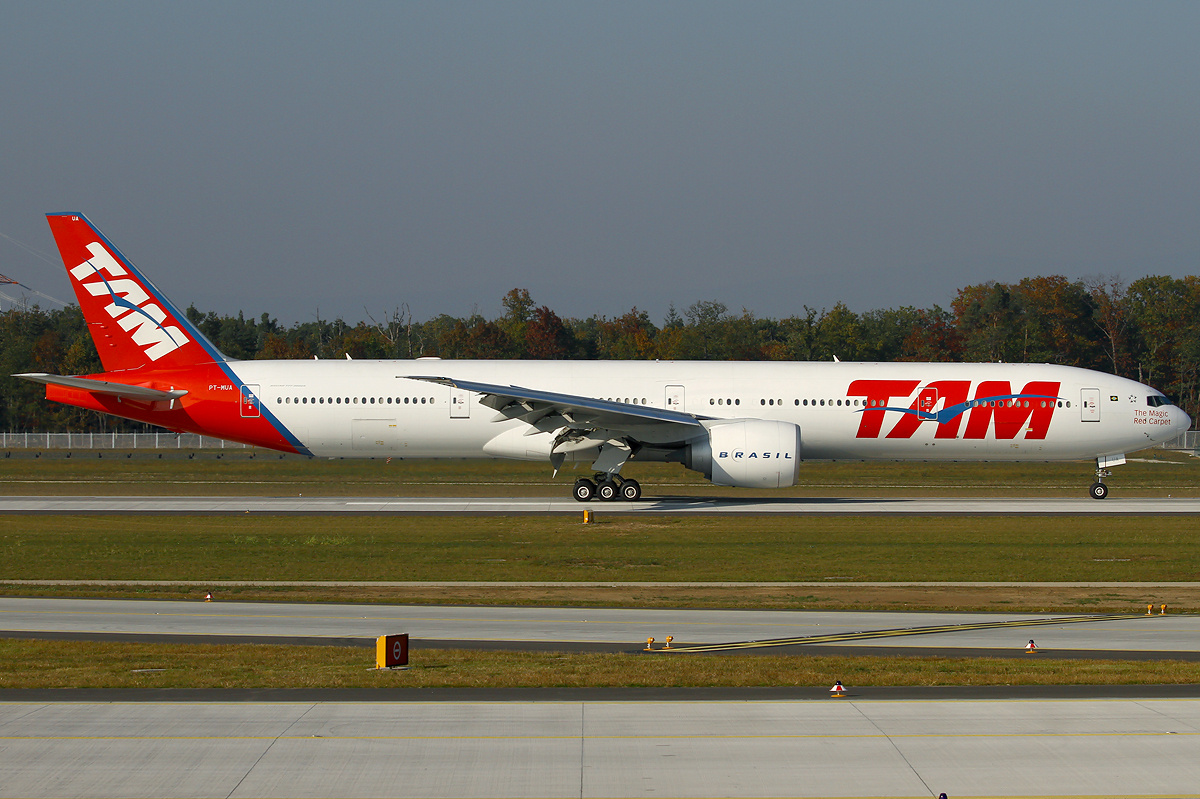
LATAM 브라질의 보잉 777-300ER